# Corinnomma severum
Corinnomma severum là một loài nhện trong họ Corinnidae.
Loài này thuộc chi Corinnomma. Corinnomma severum được Tord Tamerlan Teodor Thorell miêu tả năm 1877.